# Cremastosperma novogranatense
Cremastosperma novogranatense är en kirimojaväxtart som beskrevs av Robert Elias Fries. Cremastosperma novogranatense ingår i släktet Cremastosperma, och familjen kirimojaväxter. Inga underarter finns listade i Catalogue of Life.